# Poźrzadło Wielkie
Poźrzadło Wielkie (niem. Groß Spiegel) – wieś sołecka w Polsce położona w województwie zachodniopomorskim, w powiecie drawskim, w gminie Kalisz Pomorski. W roku 2007 wieś liczyła 167 mieszkańców.

## Geografia
Wieś leży ok. 8 km na północ od Kalisza Pomorskiego, przy drodze wojewódzkiej nr 175, między Pomierzynem a miejscowością Konotop.

## Historia
Gród w pobliskim Olesznie był ośrodkiem ziemi pomorskiej w 1284 roku. W 1348 Goltzowie otrzymali prawo umocnienia tu zamku Bechler. Do XVIII wieku wieś była własność von Güntersbergów. Niszczona w XV wieku podczas walk polsko-krzyżackich. W 1842 roku majątek należał do porucznika Bernarda Henryka von Mellenthina. W 1939 roku we wsi zamieszkiwały 402 osoby. W latach 1946 – 1954 wieś była siedzibą gminy Poźrzadło Wielkie.
W latach 1960- 1971 wieś była siedzibą gromady Poźrzadło Wielkie, po jej likwidacji w gromadzie Kalisz Pomorski. W latach 1975–1998 miejscowość administracyjnie należała do województwa koszalińskiego.

## Zabytki
Do wojewódzkiego rejestru zabytków wpisany jest:
- kościół ewangelicki, obecnie pw. św. Stanisława Biskupa, szachulcowy[8] z pierwszej połowy XVIII wieku, przebudowany w 1935 r. Kościół filialny, rzymskokatolicki należący do parafii pw. Matki Bożej Królowej Polski w Kaliszu Pomorskim, dekanatu Mirosławiec, diecezji koszalińsko-kołobrzeskiej, metropolii szczecińsko-kamieńskiej. Budynek z drewnianą niską kwadratową wieżą, osadzoną od frontu na nawie, zwieńczoną dachem namiotowym z krzyżem. Na wieży dzwon z 1557 roku, odlany z polecenia pastora Thomasa Friedrich i rady parafialnej przez stargardzkiego ludwisarza Josta van Westena[9]. Kolejny dzwon, odlany w Szczecinie w 1829, został zabrany na cele wojenne w 1917 roku. Znajdowały się tu epitafia rodziny pastora z początków XVIII wieku.

## Organizacje społeczne
W Poźrzadle Wielkim działają Ochotnicza Straż Pożarna oraz Stowarzyszenie Kobiet Wiejskich „Poźrzadlanki”.

## Kultura i sport
Wieś wyposażona jest w ogólnodostępne wielofunkcyjne boisko ze sztuczną nawierzchnią, plac zabaw dla dzieci oraz świetlicę wiejską.